# Hinde Bergner
Pour les articles homonymes, voir Bergner.
Hinde Bergner (en yiddish : הינדא בערגנער), née Rosenblatt le 10 octobre 1870 et morte vers 1942 probablement au Centre d'extermination de Bełżec, est une écrivaine de langue yiddish originaire de Galicie. Elle est connue pour son récit autobiographique, In di lange vinternekht, mishpokhe-zikhroynes fun a shtetl in galitsye, 1870-1900 ("Durant les longues nuits d'hiver. Souvenirs d'une famille d'un village de Galicie"), édité de façon posthume par ses fils, parmi lesquels on compte le romancier Herz Bergner et le célèbre poète yiddish Melech Ravitch.

## Biographie
Hinde Rosenblatt naît le 10 octobre 1870 dans la ville de Radymno, en Galicie (qui faisait alors partie de l'Empire austro-hongrois). Elle est l'une des six enfants de Joseph et Bluma Rosenblatt. Son père, Joseph, possédait un silo à grains dans les environs, de sorte que Hinde est amenée durant son enfance à prendre part à la comptabilité dans les affaires familiales. La famille de Hinde était hassidique, mais son père, ouvert à certains aspects de la culture laïque et moderne, consent à payer à Hinde des cours de polonais, d'allemand, ainsi qu'une éducation portant sur des sujets laïques. Plus tard, alors qu'elle n'est encore qu'une jeune fille, Hinde fuit sa famille et part vivre chez une de ses tantes à Jaroslaw, de peur que ses parents ne lui interdisent de poursuivre ses études.
En 1891, elle épouse Efrayim Bergner, avec qui elle aura trois enfants, qui poursuivront tous une carrière littéraire ou artistique. L'aîné, Moshe Bergner, naît en 1892. Il immigrera plus tard Palestine mandataire, pour étudier à l'École des beaux-arts Bezalel, avant de se donner la mort à l'âge de 21 ans. Le deuxième enfant, Zechariah (1893-1976), prendra le nom de plume de Melech Ravitch et aura une carrière internationale de poète yiddish qui le mènera de Varsovie à Montréal, en passant par l'Australie, l'Argentine, le Mexique et Israël. Le plus jeune des trois frères, Herz Bergner (1907-1970) deviendra un romancier yiddish et émigrera en Australie à l'aube de la Deuxième guerre mondiale. 
Durant la Première Guerre mondiale, Hinde se réfugie trois ans durant à Vienne avec sa famille. Son mari, Efrayim, tente de subvenir aux besoins de la famille grâce à divers emplois, incluant la distillation d'alcool et la typographie, avant de mourir en 1939. Avec le début de la Deuxième Guerre mondiale et la flambée de l'antisémitisme, Hinde fuit vers l'URSS, d'abord à Rava-Rouska, puis à Peremychliany. On croit qu'elle est morte assassinée en 1942 au camp d'extermination de Belzec.

## Œuvre
En 1937, Hinde entreprend de consigner par écrit ses souvenirs d'enfance et de famille. Elle les envoie à ses fils en plusieurs livraisons jusqu'en 1941. Dans cet écrit, intitulé In di lange vinternekht, mishpokhe-zikhroynes fun a shtetl in galitsye, 1870-1900 ("Durant les longues nuits d'hiver. Souvenirs d'une famille d'un village de Galicie, 1870-1900"), elle relate son expérience de la modernisation et de la laïcisation ayant eu cours dans son shtetl, de même que les tensions engendrées par ce double phénomène. Le texte revêt une importance historique et culturelle particulière en raison du point de vue féminin qui s'y exprime, et qui jette une autre lumière sur les phénomènes de changements culturels et de modernisation qui ont touché la communauté juive au tournant des XIXe – XXe siècles. 
C'est en 1946 que le récit de Hinde est publié de façon posthume par ses fils. Dans la première version du texte, Melech Ravitch procède à d'importantes révisions et retire certains noms de personnes afin de protéger leur vie privée. Le texte dans sa version originale est édité et traduit plus tard en hébreu (1982), en allemand (1995) puis en anglais (2005).